# Hyagnis sumatrensis
Hyagnis sumatrensis là một loài bọ cánh cứng trong họ Cerambycidae.